# Alberite de San Juan
Alberite de San Juan (Alberit de Sant Chuan em aragonês) é um município da Espanha na província de Saragoça, comunidade autónoma de Aragão. Tem 11,55 km² de área e em 2021 tinha 77 habitantes (densidade: 6,7 hab./km²).

## Demografia
| Variação demográfica do município entre 1991 e 2004 | Variação demográfica do município entre 1991 e 2004 | Variação demográfica do município entre 1991 e 2004 | Variação demográfica do município entre 1991 e 2004 |
| --------------------------------------------------- | --------------------------------------------------- | --------------------------------------------------- | --------------------------------------------------- |
| 1991                                                | 1996                                                | 2001                                                | 2004                                                |
| 116                                                 | 107                                                 | 95                                                  | 102                                                 |